# Dorothea Klumpke
Dorothea Klumpke-Roberts (San Francisco, 9 augustus 1861 – aldaar, 5 oktober 1942) was een Amerikaans astronoom. Ze was gedurende haar gehele carrière werkzaam in Frankrijk (Parijs) en het Verenigd Koninkrijk (Sussex).

## Biografie
Dorothea's vader was John Gerard Klumpke (1823-1917), een Duitse immigrant die rond 1850 met de goldrush naar Californië was vertrokken en later een succesvol makelaar werd in San Francisco. In 1855 huwde hij Dorothea Mathilde Tolle en uit het huwelijk werden vijf dochters en twee zonen geboren, waarvan Dorothea de middelste dochter was.
Om een continentale opleiding in Europa te krijgen werd de toen zestienjarige Dorothea door haar moeder naar Parijs gebracht, terwijl haar vier zussen terecht kwamen op scholen in Duitsland en Zwitserland. Dorothea kwam terecht op de Universiteit van Parijs, waar ze aanvankelijk muziek maar later sterrenkunde ging studeren. In 1886 behaalde ze haar licentiaat en promoveerde in 1893 op het proefschrift "L'étude des Anneaux de Saturne" (Studie naar de ringen van Saturnus).
In 1887 verkreeg ze een aanstelling bij het Observatorium van Parijs. Hier werkte ze samen met Guillaume Bigourdan en Lipót Schulhof en later met de astrofotografen Paul en Prosper Henry. Haar werk betrof het meten van sterposities, het verwerken van astrofoto's en het bestuderen van sterrenstelsels en meteorieten.
In 1891 werd ze, ondanks haar buitenlandse nationaliteit en het feit dat ze vrouw was, benoemd tot directeur van het Bureau van Metingen van het Observatorium van Parijs. Deze positie behield ze tot 1901, toen ze in het huwelijk trad met de weduwnaar Isaac Roberts. Deze mede-sterrenkundige uit Wales had ze vijf jaar daarvoor ontmoet in Noorwegen om de zonsverduistering van 9 augustus 1896 waar te nemen. Ze verhuisde naar Roberts huis in Crowborough in Sussex en assisteerde hem bij zijn astronomische werkzaamheden. Na het overlijden van Roberts in 1904 keerde ze terug naar Parijs, waar ze introk bij haar moeder en zus Anna Elizabeth in Chateau Rosa Bonheur. Ook ging ze weer aan de slag bij de sterrenwacht.
Samen met haar zus Anne Klumpke verliet ze in 1934 Parijs om terug te keren naar hun geboortestad San Francisco. Hier bracht ze rest van haar oude dag door. Na een ziekbed overleed Dorothea op 81-jarige leeftijd.

## Werk
In 1886 kwam Sir David Gill met het voorstel om een atlas te maken met daarin alle sterren aan de hemel. Dit idee werd enthousiast gesteund, met name door de directeur van de Parijse sterrenwacht, Ernest Mouchez. Het initiatief leidde tot de start van Carte du Ciel, een project waarbij het nodig was de gehele hemel te fotograferen en daarop alle zichtbare sterren te registreren tot de 14e magnitude.
Toen Dorothea Klumpke in 1887 bij deze sterrenwacht kwam werken was het project net begonnen. Ze werd betrokken bij de enorme taak om de vele astrofoto's te catalogiseren alsmede het opmeten en registreren van de sterren op deze foto's. Door het werk dat ze verzet had, werd ze boven vijftig mannelijke concurrenten in 1891 benoemd tot directeur van het Bureau van Metingen van de sterrenwacht.
In 1899 voorspelden astronomen dat een grote meteorenzwerm, die nu bekend staat als de Leoniden, dat jaar zeer goed zichtbaar zou zijn. De Fransen kozen een vrouwelijke astronoom – Dorothea Klumpke – als diegene die mee mocht in een luchtballon om de meteorenzwerm op hoogte waar te nemen, hoewel de waarneming uitliep op een mislukking.
Samen met haar man, Isaac Roberts, fotografeerde ze alle 52 van de zogenaamde gebieden met nevels en gaswolken van William Herschel – werk dat ze na de dood van Roberts voorzette en wat uiteindelijk in 1929 zou resulteren in de publicatie van de catalogus "The Isaac Roberts Atlas of 52 Regions, a Guide to William Herschel's Field of Nebulosy". In 1932 voegde ze een supplement toe. Datzelfde jaar ontving ze de Héléne-Paul Helbronnerprijs van de Frans Academie van Wetenschappen voor haar werk in de publicatie van deze sterrenatlas. Op 24 februari 1934 ontving ze haar hoogste eerbetoon, namelijk haar benoeming tot Chevalier (ridder) in het Legioen van Eer die door president van Frankrijk persoonlijk werd uitgereikt.
- Bibliothèque nationale de France: cb10698639p (data)
- Gemeinsame Normdatei: 11657660X
- International Standard Name Identifier: 0000 0004 3982 9633
- Library of Congress Control Number: nr96024342
- Nationale Bibliotheek van Tsjechië: xx0283473
- SNAC: w6f21jk5
- Système universitaire de documentation: 120030667
- Virtual International Authority File: 58979944
- WorldCat: E39PBJjxpqjWF6gHxbxwtrXyBP